# Robert von Andlaw-Homburg
Robert Karl Maria Graf von Andlaw-Homburg (auch Andlau-Homburg; * 8. November 1852; † 20. Dezember 1919) aus Bellingen war ein elsässischer Adliger und Politiker.
Graf Robert von Andlaw-Homburg entstammte einer Linie des unterelsässischen Adelsgeschlechts der Andlau. Er war seit 1882 verheiratet mit Feodora Freiin von Türcke (1863–1936). Das Paar hatte die Kinder Oktav Gustav von Andlaw-Homburg (1885–1961) und Elisabeth von Andlaw-Homburg (1883–1957). Von 1899 bis 1918 war Graf Robert von Andlaw-Homburg für den Wahlkreis Oberhalb der Murg Mitglied der Ersten Kammer der Badischen Ständeversammlung.